# Castell de Montpaó
El castell de Montpaó és un edifici del poble de Sant Pere dels Arquells, al municipi de Ribera d'Ondara (Segarra) inclòs a l'Inventari del Patrimoni Arquitectònic de Catalunya. Es pot trobar en estat de ruïnes al Serrat de Montpaó,un tossalet aïllat que forma una mena de petit contrafort del serrat que corre paral·lel al riu Ondara pel sud. L'indret té una situació estratègica molt notable.

## Història
El lloc de Montpaó és esmentat al segle XI en les relacions de parròquies del bisbat de Vic d'aquesta època. El llinatge dels Montpaó, segurament relacionat amb el terme, apareix documentat a partir de l'any 1112, intervenint en nombrosos testaments i donacions i ben aviat vinculat a Sant Pere dels Arquells. En el testament sacramental de Guerau de Granyena del 1173 consta que aquest tenia un net o nebot anomenat Bernat de Montpaó. Tanmateix, fins al segle xiv no es té la primera notícia directa sobre el castell. En el fogatjament del 1358 consta clarament que el terme era dels Desvall i que també els Gener hi tenien importants drets. El 1381 el lloc només tenia quatre focs, un de Bertran Desvall i tres del paborde de Sant Pere dels Arquells. Quan el priorat dels Arquells fou annexat al monestir de Montserrat el 1592, el castell de Montpaó depenia dels Arquells. El lloc de Montpaó va despoblar-se i desaparèixer durant el segle xviii. Només hi restà una masia.

## Descripció
Situat a la part alta del turó, el que actualment es conserva del castell de Montpaó, envoltat de vegetació i en estat ruïnós, sembla confús a primera vista. No obstant, l'examen detallat de les restes existents permet diferenciar dos tipus d'estructures adossades. D'una banda a ponent, es localitza el mur més gran i també el més mal conservat, amb una maçoneria prou regular que ha caigut en gran part i que fa que resti solament a la vista el reble intern de pedra irregular i morter. D'altra banda, a la part més alta hi ha una estructura semicircular d'aparell més regular format per carreus de forma rectangular o quadrada, més petits els primers i més grans els segons. L'alternança de filades amb els dos tipus de carreus, una filada de carreus quadrats i dos o tres de carreus rectangulars, donava un aspecte característic a l'obra final.
Per la disposició i el tipus d'aparell ben lligat amb morter es pot identificar la segona estructura del conjunt com la meitat oriental de la base d'una torre de defensa construïda al segle xi, en el moment de situar-se la frontera cristiana a la vall del riu d'Ondara. La paret interior està totalment perduda si bé el gruix del mur es pot relacionar amb aquest tipus de construccions. La meitat occidental de la torre ha desaparegut i ha estat substituïda per les restes de la primera estructura descrita, que es correspon a una masia construïda al segle xvii o XVIII. Aquesta masia aprofitava la mateixa pedra de la torre, probablement ja enderrocada en aquell moment, a causa de l'habitual esberlament diametral que pateixen aquestes construccions medievals. La masia ha estat abandonada i enderrocada al llarg del segle xx.